# Coleman Collins
Coleman Collins (* 22. Juli 1986 in Princeton, New Jersey) ist ein US-amerikanischer Basketballspieler. Nach seinem Studium in seinem Heimatland spielte Burns als Profi vor allem in Europa, unter anderem auch drei Spielzeiten in der deutschen Basketball-Bundesliga für die württembergischen Erstligisten EnBW Ludwigsburg und ratiopharm Ulm. 2012 gewann er mit HKK Široki das Double aus bosnischer Meisterschaft und Pokalwettbewerb. Über seine Erfahrungen in verschiedenen Ländern berichtet Collins als Kolumnist in Online-Portalen, insbesondere im Sportnachrichten-Netzwerk ESPN.

## Karriere
Collins ging in Georgia zur Schule und 2003 zum Studium an die Virginia Polytechnic Institute and State University, wo er für die Hochschulmannschaft Hokies in der Atlantic Coast Conference (ACC) der National Collegiate Athletic Association (NCAA) spielte. Im letzten Jahr seiner Collegekarriere 2007 konnten sich die Hokies erstmals nach elfjähriger Abstinenz wieder für die landesweite NCAA-Endrunde qualifizierten. Nach einem Sieg über die Fighting Illini der University of Illinois verlor man in der zweiten Runde gegen die Salukis der Southern Illinois University Carbondale. Coleman erzielte in seiner vierjährigen NCAA-Karriere über 1.000 Punkte und 500 Rebounds insgesamt bei einem Schnitt von 10,5 Punkten und 5,6 Rebounds in 109 Spielen.
2007 begann Collins dann eine Karriere als Profi in der Basketball-Bundesliga 2007/08 für den deutschen Erstligisten aus Ludwigsburg. Die Mannschaft, im Vorjahr noch Hauptrundenzweiter und Play-off-Halbfinalteilnehmer, verpasste jedoch auf dem 13. Tabellenplatz die Teilnahme an den Play-offs um die Meisterschaft deutlich. Im deutschen Pokalwettbewerb erreichte man beim Top Four-Wettbewerb das Finale, das jedoch gegen die Artland Dragons verloren ging. Anschließend kehrte Collins in sein Heimatland zurück und spielte in der NBA Development League (D-League) für die Mad Ants aus Fort Wayne. Bei den Mad Ants eröffnete sich für Collins jedoch keine Möglichkeit, sich für einen Vertrag in der am höchsten dotierten Profiliga NBA zu empfehlen, wobei er ähnliche Statistiken wie in der NCAA erzielte. Zur folgenden Saison kehrte er nach Deutschland zurück und spielte für ratiopharm aus Ulm. In der Basketball-Bundesliga 2009/10 ersetzte er den Top-Rebounder Jeff Gibbs, der zum Ligakonkurrenten Eisbären Bremerhaven abgewandert war, und ähnlich wie in Ludwigsburg verpassten die Ulmer nach einer erfolgreichen Vorsaison, als sie sich erstmals nach dem Wiederaufstieg für die Play-offs qualifiziert hatten, auf dem 13. Tabellenplatz die Teilnahme an der Endrunde um die Meisterschaft. Auch in der Basketball-Bundesliga 2010/11 konnte man sich nicht verbessern und landete auf dem 14. Platz in der Abschlusstabelle.
Für die Saison 2011/12 bekam Collins dann einen Vertrag beim Verein aus Široki Brijeg in Bosnien und Herzegowina. Die Mannschaft konnte ihren Double-Gewinn aus dem Vorjahr erfolgreich verteidigen und gewann für den kroatisch geprägten Verein aus der Herzegowina die vierte bosnische Meisterschaft in Folge. In der ABA-Liga verpasste man jedoch auf dem fünften Platz die Teilnahme am „Final Four“-Turnier. In der Saison 2012/13 spielte Collins dann in der französischen LNB Pro A für Chorale Basket aus Roanne. Die Mannschaft schied als Fünfter der Hauptrundentabelle in der ersten Play-off-Runde um die Meisterschaft gegen Titelverteidiger Élan Chalon aus. Für die Saison 2013/14 unterschrieb Collins einen Vertrag beim ukrainischen Vizemeister BK Asowmasch aus Mariupol in der Basketball Superliga Ukraine. In Folge des Regierungswechsels einigte sich Collins zu Beginn der Krise in der Ukraine 2014 am 1. März auf eine Vertragsauflösung und spielte anschließend im Bahrain für den Klub aus der Hauptstadt Manama, mit dem er die nationale Meisterschaft gewann. In der Saison 2014/15 spielte Collins wieder in Frankreich für den Klub BCM Gravelines aus Dünkirchen am Ärmelkanal. Am Saisonende verpasste die Mannschaft erneut den Einzug in die Play-offs um die Meisterschaft, diesmal jedoch auf dem neunten Platz nur wegen des schlechteren direkten Vergleichs. Zur folgenden Saison beendete der Verein den Vertrag mit Collins zu Saisonbeginn noch im Oktober 2015.

## Kolumnen
Nachdem Collins während seiner Studienzeit in der Studierendenzeitschrift The Collegiate Times publizierte, betätigte er sich während seiner aktiven Basketballer-Karriere auch weiter als Autor. Neben einem Beitrag für die Huffington Post berichtete Collins zunächst in Zusammenarbeit mit TrueHoop-Gründer Henry Abbott und später auch alleine für das Sportnachrichten-Netzwerk ESPN über  seine Erfahrungen im Laufe seiner Karriere. So schrieb er unter anderem über die bürgerkriegsähnlichen Zustände in der Ukraine und machte Reflexionen über Black Lives Matter und unterschiedliche Erfahrungen im Umgang afroamerikanischer Personen mit der Polizei wie dem in der Schweiz geborenen und mit Polizeigewalt in den Vereinigten Staaten konfrontierten Thabo Sefolosha.